# Marcello Lippi
Pour les articles homonymes, voir Lippi.
Marcello Romeo Lippi, né le 12 avril 1948 à Viareggio, est un footballeur italien reconverti entraîneur.

## Biographie

### Le joueur

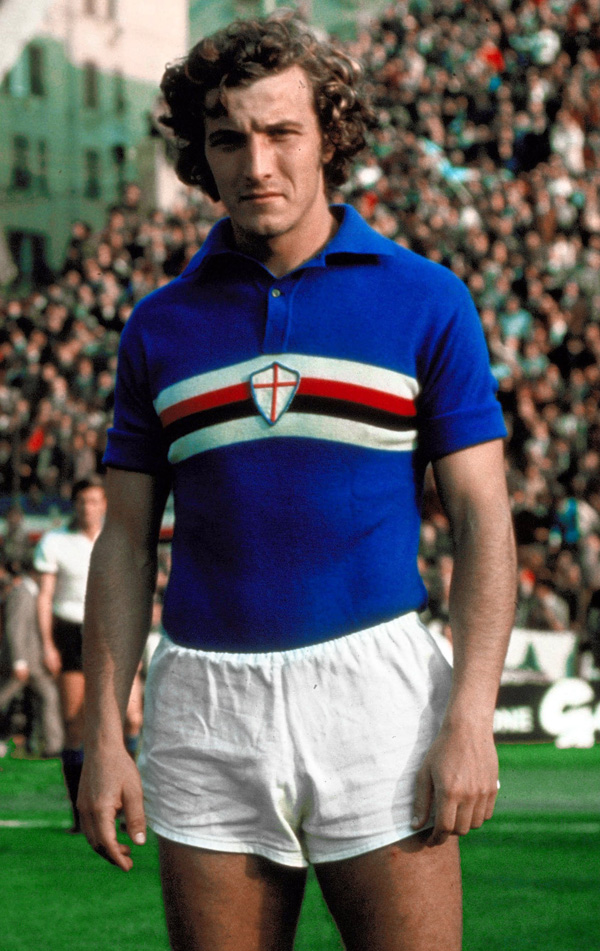
Lippi avec la Sampdoria au début des années 1970.

La carrière de joueur de Marcello Lippi débute en 1969. Il évolue en tant que libéro durant dix saisons à la Sampdoria Gênes. Il termine sa carrière à la Pistoiese (de 1979 à 1981) puis en 1981-1982 à l'AS Lucchese Libertas.
En octobre 1998, il déclare: « ce qui me manque, c'est de ne jamais avoir porté le maillot de l'équipe nationale A ». Alors qu'il joue avec les Olympiques, le sélectionneur de l'époque vient pour le superviser, ainsi que quelques autres joueurs. Il n'est finalement pas retenu.

### L'entraîneur

#### Débuts  (1982-1989)
La carrière d'entraîneur de Lippi commence en 1982 dans l'équipe junior de l'UC Sampdoria. La première équipe A qu'il entraîne est Pontedera, qui joue en Série C2.

#### Découverte des bancs de Serie A (1989-1994)
Petit à petit, il gravit les échelons jusqu'à parvenir à entraîner une équipe de Serie A en 1989, l'AC Cesena. Il dirige ensuite l'AS Lucchese, l'Atalanta et Naples, équipe avec laquelle il termine à la sixième place du championnat, lui permettant ainsi de se qualifier pour la Coupe UEFA.

#### Roi d'Europe avec la Juventus (1994-2004)
En 1994, Marcello devient entraîneur de la Juventus. Cette année-là, le changement de direction et les difficultés financières rencontrées par le club conduisent à la vente de nombreux joueurs de prestige, c'est pourquoi personne ne croit aux chances de la Juve de gagner quelque chose cette saison-là. Pourtant, sous la houlette de Lippi, le club conquiert son vingt-troisième scudetto, le premier depuis 9 ans.
Cet événement marque le début de cinq années riches en satisfaction qui se concluent avec trois scudetti, une Coupe d'Italie, deux Supercoupes d'Italie, une Ligue des champions, une Supercoupe d'Europe, une Coupe intercontinentale, une finale de Coupe UEFA et deux finales de Ligue des Champions.
En 1999 après cinq saisons à la Juventus, Lippi passe à l'Inter Milan, où l'entraîneur italien ne parvient pas à rééditer les succès obtenus en tant qu'entraîneur de la Juve. Il trouve l'environnement du club interiste hostile, habitué à considérer sa nouvelle équipe comme un adversaire, et demande à la fin de sa première saison la rupture de son contrat au président Moratti. Celui-ci refuse mais laisse ensuite partir l'entraineur après le premier match de la saison suivante.
À l'été 2001, Lippi retrouve le banc de la Juventus, où il reste trois saisons avec à la clé deux championnats d'Italie et deux Supercoupes d'Italie. Il atteint également une finale de Ligue des Champions, perdue aux penalties face au Milan AC.
Au total, Marcello est entraîneur de la Juventus entre 1994 et 1999, puis entre 2001 et 2003.

#### Double passage comme sélectionneur (2004-2010)

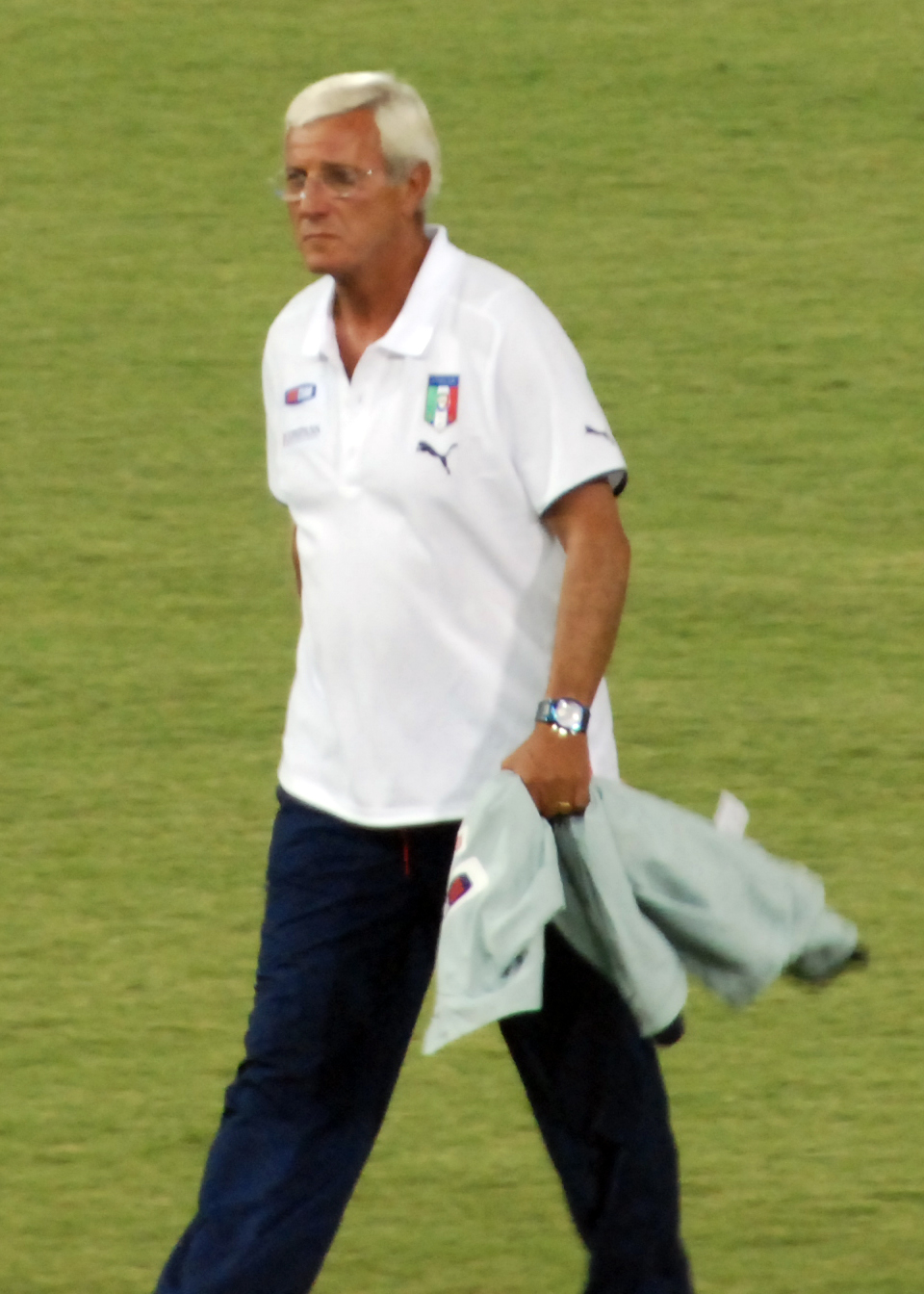
Lippi avec la Nazionale en 2010.

Le 16 juillet 2004, Marcello Lippi est nommé sélectionneur de l'équipe d'Italie de football. Il commence un long chemin pour la qualification et réussit à amener l'équipe à la coupe du monde 2006 en Allemagne. Le 9 juillet 2006 à Berlin, l'équipe d'Italie remporte la finale de la Coupe du monde de football 2006 sous sa direction, la Squadra Azzurra s'imposant 1-1 (5-3 aux t.a.b.) contre la France. Marcello Lippi devient alors le premier sélectionneur - entraineur à gagner la ligue des champions et la coupe du monde, rattrapé depuis par Vicente del Bosque. Durant la phase de préparation à la compétition, il est appelé à témoigner au tribunal après la découverte du scandale du Calciopoli. À la suite de la victoire italienne, il démissionne de son poste de sélectionneur; il est remplacé par Roberto Donadoni, lui-même assisté par Mario Bortolazzi. Le 11 décembre 2006, il obtient la récompense du « Banc d'Or » pour avoir emmené la Squadra Azzurra jusqu'au titre mondial.
Après l'éviction de Roberto Donadoni le 26 juin 2008 pour ses résultats insuffisants à l'Euro 2008 (il devait atteindre au minimum les demi-finales), Marcello Lippi revient à la tête de la Squadra Azzurra.
Le retour de Marcello Lippi, malgré la qualification de son équipe à la Coupe du monde de football de 2010, se traduit par un échec cuisant : la Squadra Azzurra, championne du monde en titre, est éliminée dès le premier tour de la compétition, en terminant dernière de son groupe derrière le Paraguay (match nul 1-1), la Slovaquie (défaite 3-2) et la Nouvelle-Zélande (match nul 1-1). L'Italie n'avait plus été éliminée dès la phase de poule depuis la Coupe du monde de football de 1974. 
Marcello Lippi quitte alors ses fonctions de sélectionneur, Cesare Prandelli lui succède.
À la fin du mois de septembre 2010, il aurait été approché par l'Olympique lyonnais pour remplacer Claude Puel à la tête de l'équipe, à la suite du début de saison catastrophique du club et aurait été sur les tablettes de l'Olympique de Marseille pour la saison 2011/2012 pour remplacer éventuellement Didier Deschamps. Cependant Lippi a dit plusieurs fois qu'il souhaitait un retour dans une équipe nationale. Son nom a été évoqué également pour reprendre les rênes de l'équipe nationale A d'Algérie après la démission d'Abdelhak Benchikha à la suite de la déroute du 4 juin face au Maroc.

#### Guangzhou Evergrande (2012-2014)
Le 17 mai 2012, Lippi signe un contrat de deux ans et demi pour 10 millions par saison avec l'ambitieux club chinois Guangzhou Evergrande. Son staff est composé de personnes qu'il connaissait déjà et auxquelles il fait énormément confiance, comme Michelangelo Rampulla en tant qu’entraîneur des gardiens.
Le 28 février 2014, Marcello Lippi prolonge son contrat jusqu'en 2017 avec le champion d'Asie et de Chine avant d'annoncer sa retraite, le 3 novembre 2014, après son 4e titre de champion de Chine.

#### Sélectionneur de Chine (2016-2019)
Le 22 octobre 2016, Lippi est nommé sélectionneur de la Chine en remplacement de Gao Hongbo, qui a démissionné début octobre.
Il met fin à sa carrière de sélectionneur de la Chine le 24 janvier 2019, après une défaite conséquente (0-3) en quart de finale de la Coupe d'Asie 2019, face à l'Iran, grand favori de cette édition. En conférence d'après match, l'entraîneur de l'Iran Carlos Queiroz, dit considérer Marcello Lippi comme « l'un des meilleurs entraîneurs de l'histoire du football chinois » et trouve dommage sa décision de quitter la sélection. 

## Palmarès

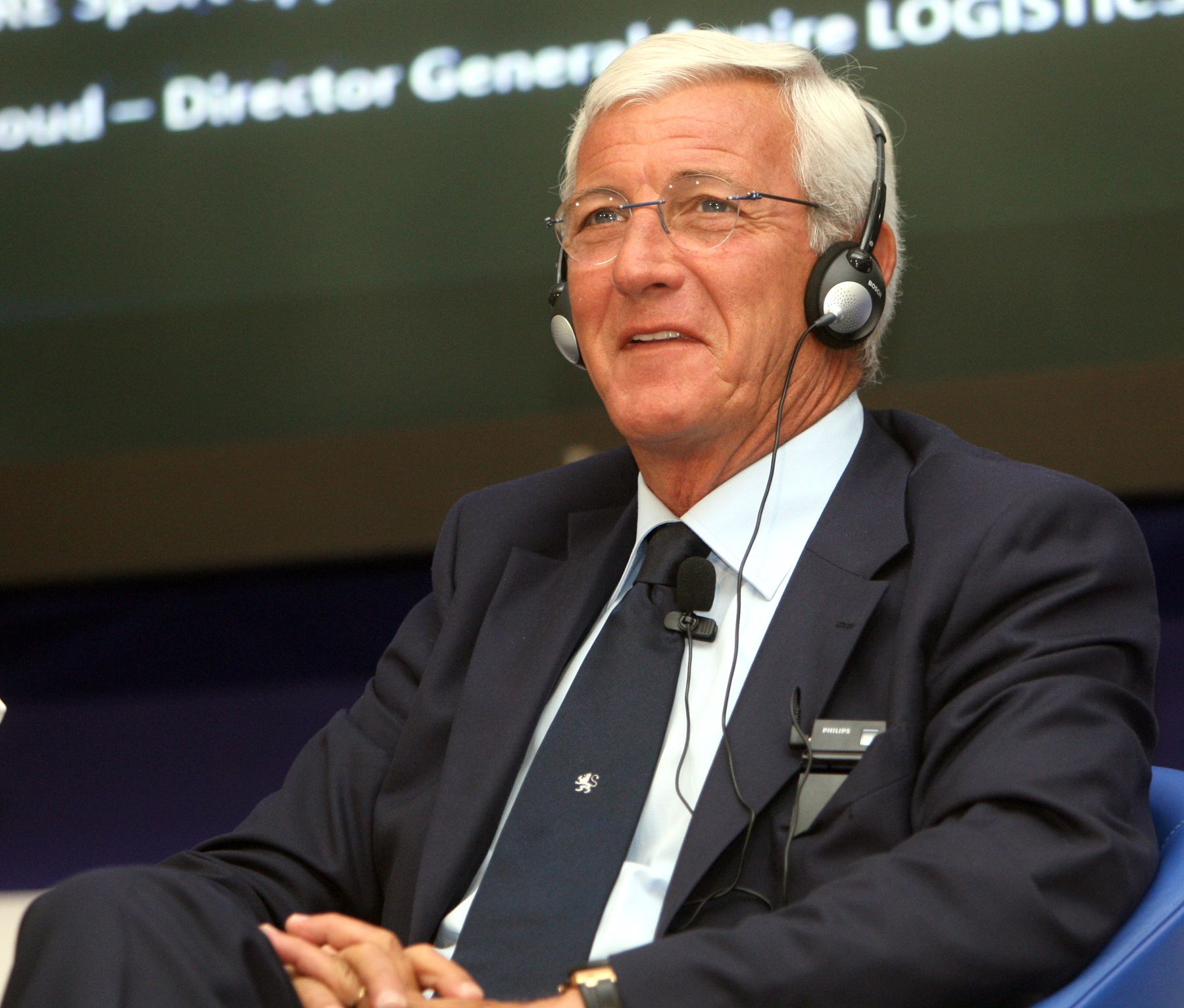
Marcello Lippi en 2011.

- Vainqueur de la Coupe du monde en 2006 avec l'Italie
- Champion d'Italie en 1995, 1997, 1998, 2002 et 2003 avec la Juventus
- Vainqueur de la Coupe d'Italie en 1995 avec la Juventus
- Vainqueur de la Supercoupe d'Italie en 1995, 1997, 2002 et 2003 avec la Juventus
- Vainqueur de la Ligue des champions en 1996 avec la Juventus
- Triple finaliste de la Ligue des champions en 1997, 1998 et 2003 avec la Juventus
- Vainqueur de la Supercoupe de l'UEFA en 1996 avec la Juventus
- Vainqueur de la Coupe intercontinentale en 1996 avec la Juventus
- Finaliste de la Coupe UEFA en 1995 avec la Juventus
- Champion de Chine 2012, 2013 et 2014 avec le Guangzhou Evergrande
- Vainqueur de la Coupe de Chine en 2012 avec Guangzhou Evergrande
- Vainqueur de Ligue des champions d'Asie en 2013 avec le Guangzhou Evergrande

### Distinctions personnelles
- 13e meilleur entraîneur de tous les temps par World Soccer: 2013[9],[10]
- 15e meilleur entraîneur de tous les temps par ESPN: 2013[11]
- 16e meilleur entraîneur de tous les temps par France Football: 2019[12],[13],[14]
- Élu parmi les "légendes" par Golden Foot en 2018[15]
- Meilleur entraîneur de l'année de Serie A en 1997, 1998 et 2003

### Décorations
- Commandeur de l'ordre du Mérite de la République italienne (2006)[16].